# Хренное
Хренное — село в Петровском районе Тамбовской области России.  Входит в Яблоновецкий сельсовет. 

## География
Расположено на реке Матыра, у восточных окраин села Яблоновец.

## Население
| 2002 | 2010 |
| ---- | ---- |
| 390  | ↘327 |

## История
В одном из документов Тамбовского областного архива говорится: «Из отказных книг 7205 года мая 6-го видно: дача села Хренного в 1140 четвертей получена из дикого поля». 7205 год — это год по летоисчислению от сотворения мира, по которому велся счет лет в России до 1700 года, отсчет лет от Рождества Христова, введенный Петром I. Учитывая разницу между Юлианским и Григорианским календарями в 10 дней, 6-е мая по новому стилю соответствует 16-му мая. 16-е мая 1697 года — официальная дата «рождения» села Хренного. Оно было основано служилыми людьми из-под Козлова (Мичуринска), большей частью из Хмелевой слободы (ныне с. Хмелевое).
Служилые люди в XVII в. несли службу по охране городов и укреплений на Белогородской черте. За службу они получали земельный надел и иногда «государево» жалованье за военные действия. Их служба передавалась по наследству членам семьи или ближайшим родственникам вместе с правом на земельный надел. Наряду со служилыми людьми, основателями Хренного, получившими земли в общинное пользование, были ещё козловцы, получившие земли в частную собственность. Они потом продавали свои земли помещикам.
Село Хренное имеет богатую историю. Многочисленные находки эпохи неолита и бронзового века говорят о том, что люди здесь жили в глубокой древности. А в X—XIII в.в. было большое древнерусское поселение с развитым ремеслом, земледелием, металлургией. Монголо-татарское нашествие превратило край в «дикое поле». Древний путь мимо Хренного липяга (леса) стал одной из татарских сакм (дорог), по которой кочевники совершали набеги на окраины Русского государства.
В 40-х годах XVII века с построением при устье реки Шехманки Матырского острожка и организацией на реке Матыре сторожевой службы к перелазу (броду) у Хренного липяга стала высылаться сторожа (сторожевой пост) из четырёх человек. В 50-х годах XVII века для защиты перелаза у Хренного липяга основывается укрепленное поселение. Следы от него в виде остатков большой канавы (рва и вала, ограждавших у поворота реки площадь в 8-9 гектаров) сохранились до наших дней. По валу был установлен частокол в виде заостренных бревен. Поселение имело хорошую естественную защиту: реку с заболоченной поймой, лес, а со стороны перелаза — болотистую низину. Жили в нём служивые люди из крепости Козлов (ныне г. Мичуринск). На месте поселения найдены наконечники сулиц (облегченных копий) — характерного оружия русских воинов XVI—XVII веков.
В 70-х годах того же века новая волна татарских набегов захлестнула край. Матырский острожек и все поселения по Матыре, в том числе и у Хренного липяга, были покинуты, их жители укрылись в крепостях. Только в 80-х годах набеги ослабевают, но новому заселению богатого края помешала передача реки Матыры в 1688 году от устья до верховья со всеми «упалыми реками и заморными озерками» во владение без оброка Воскресенскому монастырю города Доброго (ныне с. Доброе Липецкой области). В 1698 году царь Петр I лишил монастырь права владеть обширным краем и разрешил желающим служилым людям Сокольска (на месте современного г. Липецка) и Козлова селиться на Матыре. В этом же году все земли по Матыре и её притокам были розданы челобитчикам («соколянам» и «козловцам»). Служилые люди из-под Козлова основали село у Хренного липяга на месте прежнего поселения, получившее название Хренное. Среди основателей села было немало тех, кто уже осваивал эти места. Челобитчики получили в «дачу» более 7500 десятин земли по Матыре и между её притоками Мордовкой и Бычком. «Дача» включала пойменные луга, леса, водоемы.
Первопоселенцы мечтали о лучшей жизни в привольном крае. Но их мечтам не суждено было сбыться. Началась война со Швецией. Рекрутские наборы, посылка на заготовку леса, строительство кораблей, крепостей, города Петербурга обезлюдели село. Росли налоги, натуральные повинности. Обширные степи оставались первозданной степью. Не улучшилось положение и после окончания Северной войны. Из однодворцев, бывших служилых людей стали набирать рекрутов для несения службы на украинской укрепленной линии и посылать на все лето «подмощников» для хозяйственных и земляных работ на линии. Это подрывало хозяйство.
С 30-х годов XVIII века при попустительстве правительства помещики начинают повсеместный захват земель однодворцев. К концу века около половины земель, полученных основателями Хренного, оказались в руках многочисленных помещиков. Деревня Мордовка, основанная выходцами из Хренного, стала вотчиной дворян Барыбиных. Центром владений Рахманиновых стала деревня Бычок. А в самом Хренном обосновались Доможировы. Отношение жителей села к соседу-помещику были далеко недружественными. В начале XIX века господский дом сгорел, в чём не без оснований обвинялись крестьяне Хренного. В 30-х годах Доможириха, вдова помещика, вместе со своими крепостными крестьянами выселилась на вымежеванные ей земли, где основала сельцо Никольское, более известное как Доможировка. После размежевания с помещиками земли Хренного протянулись узкой полосой почти на 20 километров. Это заставили часть жителей села в 40-х годах XIX века переселиться в дальний конец поля, где основали деревню Хренновку. Земля обрабатывалась деревянной бороной о 25 зубьях. Ни плугов, ни железных борон не было. Убирали зерновые косой (крюком), хорошую густую рожь жали серпами. Убранные и связанные в снопы зерновые свозили на гумно (приусадебный участок) и складывали в ригу (большой просторный соломенный сарай), где осенью и зимой молотили цепами.
С ростом населения в XIX веке усиленно заселяются вновь возникшие улицы: Слобода и Студеновка. С середины века начинается заселение левобережной Матыры. Вначале там поселяются однодворцы, вернувшиеся из Мордовки. Их поселок помечен на карте того времени как Мордовские выселки. Потом «за реку» переселяются из «села», там возникают «порядки»: Ерик, Савин, Панин, Хвирстин, Гнилое, Мордахин, а в начале XX века — Чикаловка.
В 1887 году в Хренном начинается строительство кирпичной церкви. Средства для строительства собирали с прихожан, а также по другим селам. Новая церковь возведена была возле прежней деревянной церкви, которая была построена после возникновения села. В 1897 году строительство церкви было завершено, и её освятили во имя святителя Николая Чудотворца.
С 90-х годов XIX века заметно оживляется хозяйственно-экономическая деятельность жителей села Хренного. Д. Ф. Рягузов перестраивает водяную мельницу: переносит водосброс, подсыпает плотину, строит новое здание, в котором оборудуются два постава для помола зерна, просорушка, толчея для проса и толчея для конопли. Мука рягузовской мельницы пользовалась известностью на Козловском рынке. Строятся две ветряные мельницы. В селе появляются кузнецы, плотники, вальщики, бондари, сапожники, портные. Был и свой мастер по изготовлению ткацких берд, и свои торговцы мелочью, а братья Беляевы открыли лавку. Это были годы строительства кирпичных изб вместо обветшалых деревянных. Большинство из них кроется железом. Строительство их продолжалось до начала войны с Германией. На некоторых улицах они и до сих пор составляют большинство построек и выделяются добротностью. Некоторые сельчане не только заготовили кирпич на свои избы, но и производили его на продажу. Улучшение условий жизни, открытие земской больницы в Песковатке, больницы в имении Бычок И. И. Рахманинова, фельдшерского пункта в Шехмани, рост грамотности — все это способствовало сокращению смертности и росту численности населения. В 1917 году, несмотря на три года войны, в Хренном было 2484 жителя — в два раза больше, чем в 1883 году. На вторую половину XIX века приходится начало народного образования в Хренном. В 1861 году священник Алексей Солнцев стал обучать в своем доме 12 мальчиков. В 1883 году в Хренном было уже 29 грамотных мужчин и 9 мальчиков учились в школе, для которой в 1880 году было построено специальное здание, сохранившееся до наших дней. В начале XX века в церковно-приходской школе обучалось 90 детей школьного возраста (9-11 лет). По плану введения начального обучения в Хренном предусматривалось строительство второго школьного здания. Уже в 1914 году начальным обучением было охвачено примерно треть детей школьного возраста. Начавшаяся Первая мировая война и последовавшие революционные события помешали дальнейшему развитию образования. Об участии жителей Хренного в Первой мировой войне сведения весьма скудные. Этой темой не было принято интересоваться. Георгиевскими крестами были награждены Бегинин Петр Арсентьевич, Гульшин Петр Яковлевич, Болдырев Иван Игнатьевич.

## Известные уроженцы
- Гульшин Иван Фёдорович
- Де-Пуле, Михаил Фёдорович